# Afgezaagd jachtgeweer

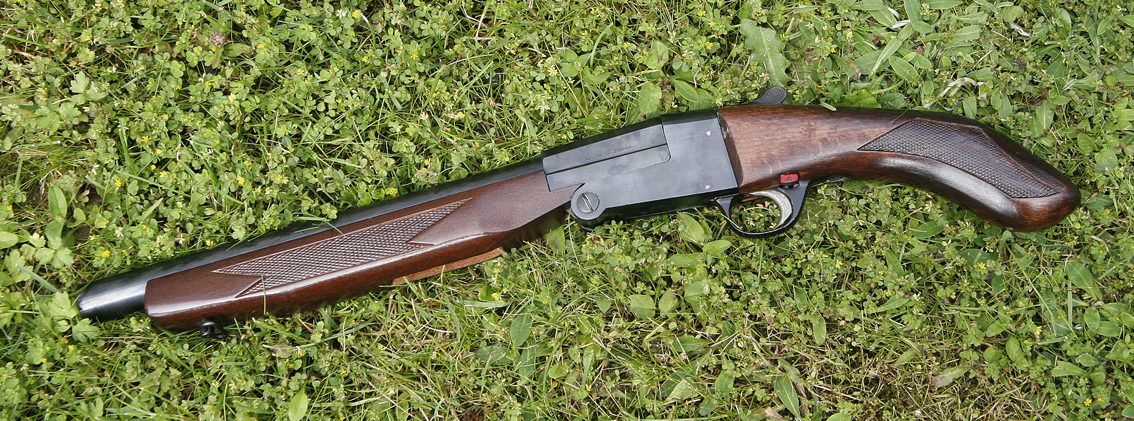
Een afgezaagd jachtgeweer

Een afgezaagd jachtgeweer of sawn-off shotgun (in het Engels) is een jachtgeweer (met hagel als munitie) waarvan men een stuk van de loop heeft afgezaagd en soms ook de kolf. Dit kan zowel een dubbelloops jachtgeweer als een pumpaction-geweer zijn, meestal van een zwaar kaliber, bijvoorbeeld kaliber 10 of 12.
Vooral criminelen en verzetsstrijders maken vaak gebruik van deze wapens en dit wel om twee specifieke redenen:
1. Ze zijn gemakkelijk te verbergen, bijvoorbeeld onder een lange jas.
2. In de meeste landen zijn hagelgeweren het makkelijkst van alle beschikbare vuurwapens te bemachtigen.

Het wapen kent naast deze voordelen ook één groot nadeel, namelijk het effectieve bereik. Doordat de loop is ingekort spreidt de hagel zich veel sneller dan bij een normaal jachtgeweer, hierdoor wordt de draagwijdte drastisch beperkt. Waar deze bij een normaal hagelgeweer tussen de 25 en 35 meter bedraagt, is dit bij de afgezaagde variant nog hooguit 10 tot 15 meter.
Het wapen kent een ware cultstatus, dit vooral door het dreigende karakter dat ervan uitgaat. Zo hanteerde de reus van de Bende van Nijvel een afgezaagde tweeloop van het kaliber 10 bij diverse overvallen, werd het wapen gebruikt door een van de moordenaars van Malcolm X en had Clyde Barrow meestal een ingekorte Browning Auto 5 in zijn auto liggen. Daarnaast duikt het geweer in diverse films op, waaronder Mad Max (1979), Slachtvee (1979), Man on Fire (1987) en Elephant (1989).
Tot slot dient te worden gezegd dat deze wapens in de meeste landen bij wet verboden zijn, zo mag in België en Nederland de loop van een jachtgeweer niet korter dan 30 cm en de totale lengte niet korter dan 60 cm zijn.